# Mathurin Moreau
Mathurin Moreau (Dijon, 1822-París, 1912) fue un escultor francés de estilo académico.

## Biografía

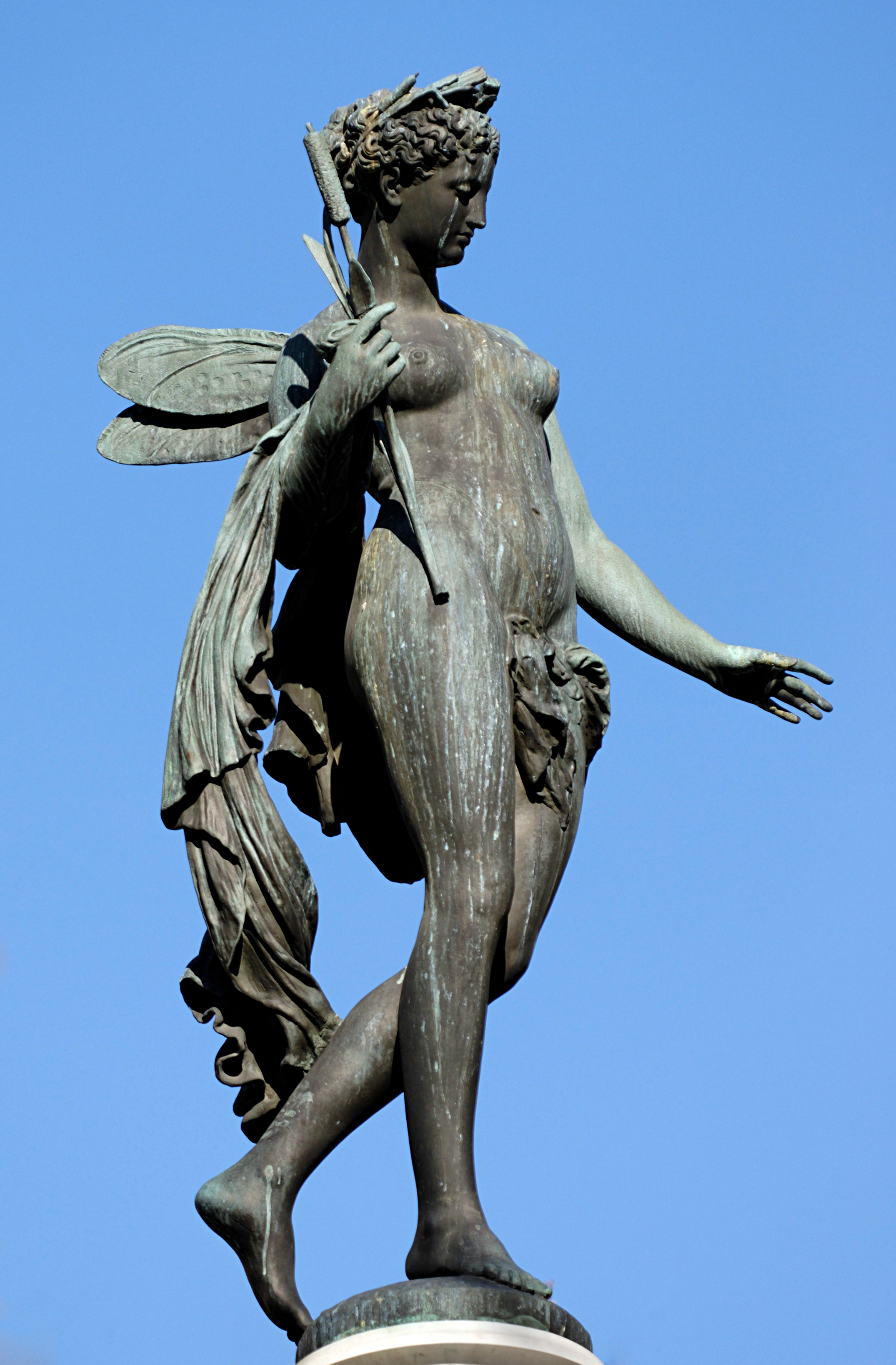
Ninfa Fluvial.

Moreau nació en Dijon, primero expuesto en el Salón de 1848, y finalmente recibió una medalla de honor del Salón en 1897. Él fue hecho el alcalde del XIX Distrito de París, y en 1912 una calle recibió su nombre en su honor.

## Obras
Entre sus obras podemos encontrar:
- La Fileuse, mármol, Palais du Luxembourg
- Cologne, piedra caliza, 1865, façade de la gare du Nord
- Nymphe fluviale, the Place du Theâtre-Français, París (1874)
- L'Océanie, de la Exposition Universelle (1878), Musée d'Orsay patio
- Zenobe Gramme, bronze, patio del Musée des Arts et Métiers, París
- Monument de Joigneaux, por el cual recibió una medalla de honor, Salon de 1897
- Tumba de Zénobe Gramme, Cementerio del Père-Lachaise, París, circa 1901
- Fuente de los Continentes, Mendoza (Argentina), 1910.
- "Neptuno y Anfitrite", Santiago de Chile